# Kampong Pukat
Kampong Pukat is een bestuurslaag in het regentschap Pidie van de provincie Atjeh, Indonesië. Kampong Pukat telt 683 inwoners (volkstelling 2010).